# 小行星8760
小行星8760（8760 Crex）是一颗绕太阳运转的小行星，为主小行星带小行星。该小行星于1971年3月25日发现。

## 轨道参数
小行星8760的轨道半长轴为3.0840036 UA，离心率为0.057。